# Župnija Polica
Župnija Polica je rimskokatoliška teritorialna župnija Dekanije Grosuplje Nadškofije Ljubljana.

## Zgodovina
Polica je župnija sv. Jakoba. Apostol Jakob je bil skupaj s svojim bratom Janezom, poznejšim evangelistom, in apostolom Petrom med prvimi Jezusovimi učenci. Po izročilu se je bojeval proti Mavrom, postal zaščitnik Španije in bil prvi od dvanajstih apostolov, ki je pretrpel mučeniško smrt. 
Polica je v cerkvenih listinah prvič omenjena leta 1301 v zvezi s stiškim samostanom in popolnoma jasno leta 1372 z omembo »ad s. Jacobum in Pollitz«. Omemba cerkve sv. Jakoba se dobro ujema z vedno močnejšim čaščenjem apostola Jakoba.
V cerkvenem pogledu je bila Polica naslednja stoletja podružnica šmarske pražupnije. Jožefinska reforma je Polico leta 1787 uvrstila med vikariate, leta 1875 pa je postala sedež samostojne župnije. Pod župnijo sv. Jakoba na Polici spadajo podružnične cerkve: Blečji vrh, Dole pri Polici, Troščine ter vasi: Peč, Dolenja vas, Gorenja vas, Mali Konec, Velika Stara vas, Kožljevec, Zgornje Duplice in Gradišče.
Pred ustanovitvijo vikariata so rojstva, poroke in smrti vaščanov Police in okoličanov zabeležene deloma v matičnih knjigah pražupnije Šmarje, deloma v matičnih knjigah župnije Višnja gora. Na širši poliški poselitveni prostor je skozi stoletja močno vplival cistercijanski samostan v Stični, ki ga je leta 1136 ustanovil oglejski patriarh Pelegrin. Samostan, ki leži oddaljen 8 km zračne črte od Police proti vzhodu, je postal z leti ne samo versko, ampak tudi najpomembnejše gospodarsko in kulturno središče širšega poliškega poselitvenega prostora.
Poliška mladina se je v začetku izobraževala v zasilni šoli v poliškem župnišču. Na Polici je bila prava šola zgrajena leta 1872, pouk v njej pa se je pričel 3.januarja 1873, skoraj sto let za tem, ko je cesarica Marija Terezija proglasila splošno šolsko obveznost.

### Farne spominske plošče
V župniji so postavljene Farne spominske plošče, na katerih so imena vaščanov iz okoliških vasi (Blečji vrh, Dole, Dolenja vas, Gorenja vas, Kožljevec, Peč, Polica, Velika stara vas in Zgornje duplice) ki so umrli v boju proti komunizmu strani v letih 1942-1945. Skupno je na ploščah 52 imen.